# قناة القرآن الكريم
قناة القرآن الكريم هي قناة تلفزيونية سعودية حكومية تبث من مكة المكرمة بث حي مباشر 24 ساعة للحرم المكي الشريف، تابعة لهيئة الإذاعة والتلفزيون السعودية تنقل جميع الصلوات وفي خارج أوقات الصلاة تنقل صور مباشر للمسجد الحرام مع تلاوات قرآنية للقراء المشهورين في العالم الإسلامي.
تبث قناة القرآن الكريم على مدار الساعة ومنذ افتتاحها لم توقف بثها أبدًا عن المسجد الحرام ولا تخرج البث بعيدًا عن المسجد الحرام إلا في يوم عرفة لكي تنقل جبل عرفة.

## التأسيس
تأسست القناة في 1 محرم 1431 هـ على يد الملك عبد الله بن عبد العزيز آل سعود، ومدير القناة هو سليمان العيدي.

## ترددات القناة
| القمر    | تردد القناة | معامل الترميز |
| -------- | ----------- | ------------- |
| نايل سات | 12284 (V)   | 27500 – 3/4   |
| عرب سات  | 12149 (H)   | 27500 – 5/6   |
| ياه سات  | 11747 (H)   | 27500 – 5/6   |
| هوت بيرد | 12558 (V)   | 27500 – 5/6   |